# 吾妻渓谷

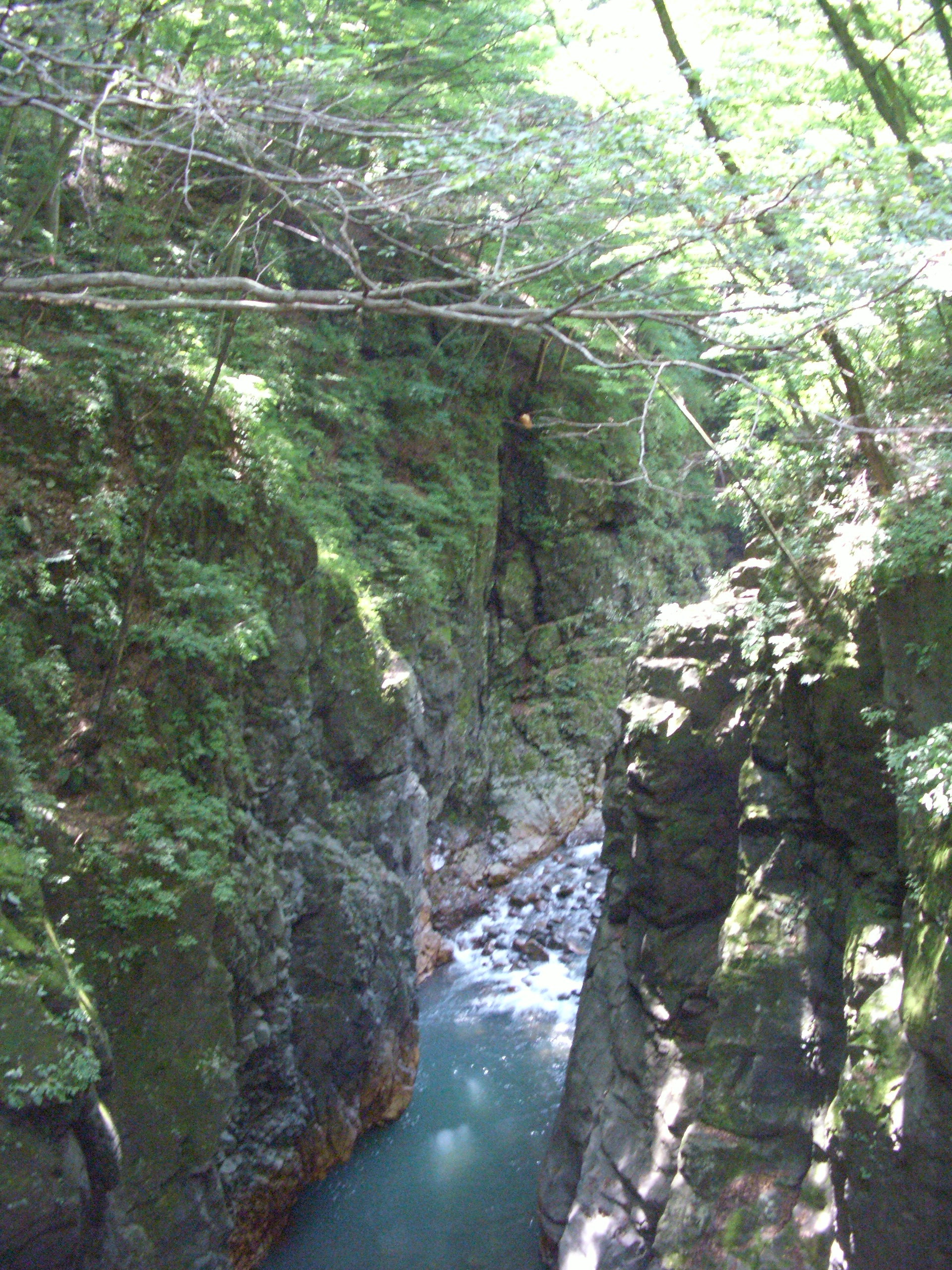
夏の吾妻渓谷・八丁暗がり（2007年8月）

吾妻渓谷（あがつまけいこく）は、群馬県吾妻郡東吾妻町から長野原町にまたがる吾妻川の渓谷。吾妻峡（あがつまきょう）という名称で国の名勝に指定されている（1935年12月24日付け）。

## 地理
群馬県西部を流れる吾妻川は、長野県境の鳥居峠付近に端を発し、吾妻郡内を東へと流れ、渋川市で利根川へと合流している。上流から中流にかけて峡・渓谷を形成しており、その中でも特に知られているのが中流の吾妻渓谷である。吾妻渓谷は、吾妻郡長野原町川原湯から、東吾妻町松谷の雁ヶ沢橋あたりにかけての約4キロメートルの区間をいう。
地質は中新世の変朽安山岩・両輝石安山岩・凝灰角礫岩で、これらが吾妻川の流れによって侵食を受けたことで現在の地形が形成された。渓谷沿いの国道145号の旧道から川面までの高さは50メートル前後に及ぶ。川は屈曲し、瀬や淵、滝、奇岩など、変化に富んだ景観となっている。
周辺はカエデやクヌギ、イヌシデなどの落葉広葉樹林となっており、秋の紅葉の名所として知られる。おおむね10月中旬から11月上旬にかけてが見頃である。また、当地にはムラサキツツジ（ミツバツツジ）が自生し、春になると紅紫色の花が美しい。長野原町では町の花としてムラサキツツジが制定されている。
吾妻渓谷は近世以前、吾妻郡を東西に隔てる難所であった。交易が盛んになりつつあった江戸時代から開削が試みられ、1895年（明治28年）、野口茂四郎が私財を投じて野口新道（後の国道145号、現在は旧道）を開通させた。その後も鉄道（現・JR吾妻線）の敷設や八ッ場（やんば）ダムの建設、それに伴い水没する集落（川原湯温泉の温泉街など）の高台移転、鉄道の付け替え、バイパス道路（国道145号八ッ場バイパス）などの整備が進められている（詳細は個別項目を参照）。

## 名所

### 十勝

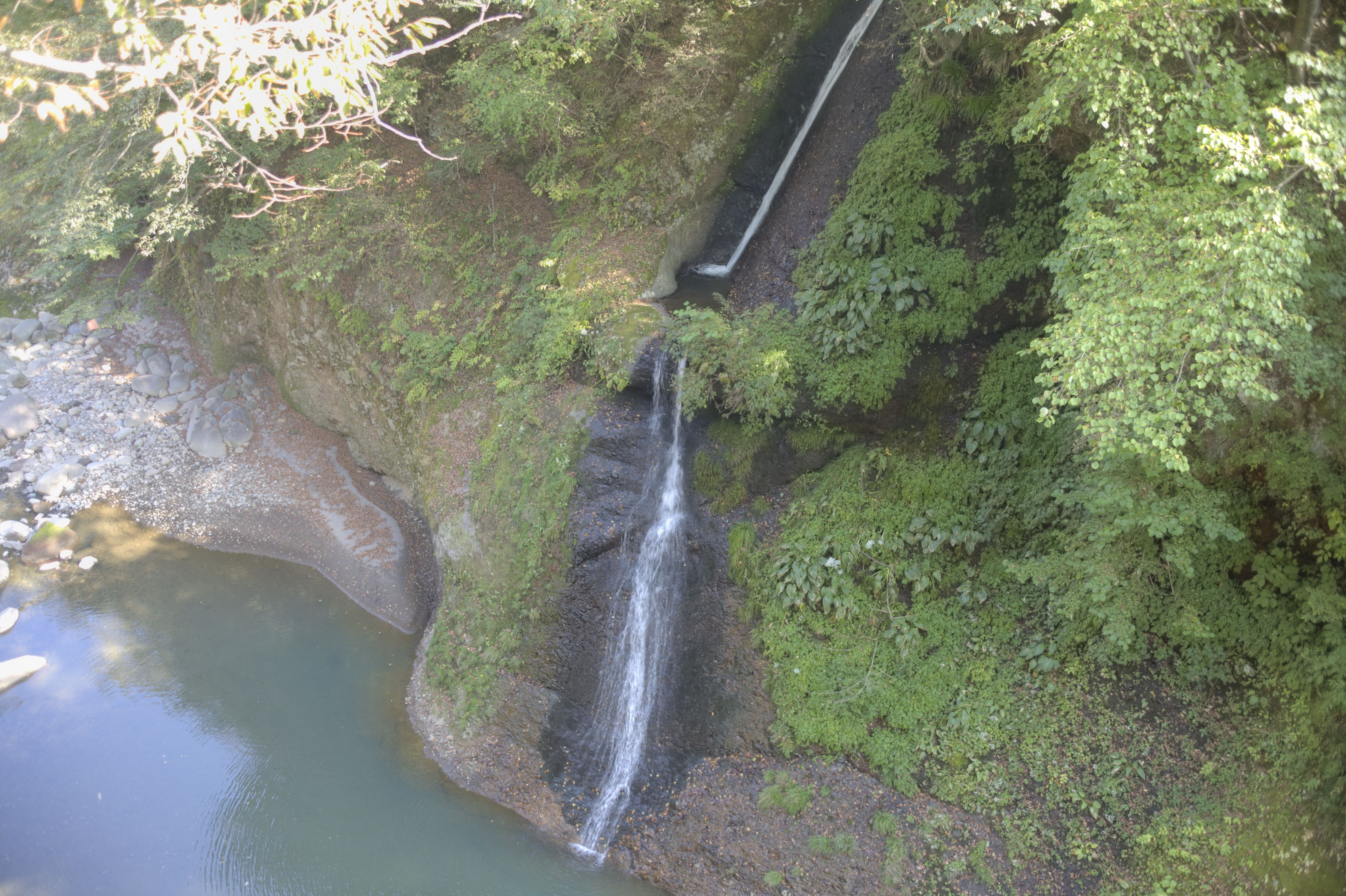
白糸の滝（現在は八ッ場あがつま湖に水没）

吾妻渓谷の中で選りすぐった10か所の名所。
弁天島
渓谷東端、ふれあい大橋・雁ヶ沢橋付近に位置する小さな丘。
若葉台
猿橋付近、吾妻川左岸から突き出した台地。新緑の名所で、川向かいに白絹の滝を望むことができる。
屏風岩
猿橋付近、吾妻川左岸に高さ200メートルの岸壁が立ち並ぶ姿を屏風に見立てたもの。
布袋岩
鹿飛び橋付近、吾妻川右岸に位置する、七福神の布袋を思わせる高さ70メートルの大岩。
八丁暗がり
若葉台から紅葉台にかけての約900メートルをいう。川幅が最も狭くなっており、中でも「鹿飛び」と呼ばれる場所は2、3メートルほどの川幅しかない。
竜頭岩
鹿飛び橋付近、吾妻川左岸に露出した輝石安山岩の岩脈。
竜尾岩
竜頭岩の上流約200メートルに位置する岩脈。竜頭岩と地質を同じくしている。
紅葉台
鹿飛び橋付近、吾妻川左岸から突き出した台地。カエデの木が多い紅葉の名所。
新蓬来
八ッ場ダムサイトのすぐ下流、東吾妻町と長野原町との境にそびえる。由来は中国・蓬莱山。吾妻川左岸側を大蓬莱、右岸側を小蓬莱という。小蓬莱に造られた見晴台からは八ッ場ダムが一望できる。
白糸の滝
八ッ場ダムサイトのすぐ上流、吾妻川右岸に懸かっていた3段の滝。ダム建設に伴い、現在は八ッ場あがつま湖に水没している。

### 十勝以外の名所
猿橋
吾妻川に架かる鋼片刎橋。江戸時代から大正にかけての橋を参考にした、長さ43メートル、幅3メートルの歩道橋で、2017年3月27日に開通式典が執り行われた。
白絹の滝
若葉台の川向かいに懸かる滝。
樽沢トンネル
猿橋の上流に位置する、JR吾妻線の旧線のトンネル。延長わずか7.2メートルしかなく、鉄道トンネルとしては日本一の短さであった。
八ッ場ダム
2020年に完成した、高さ116メートルの重力式コンクリートダムで、洪水調節・不特定利水・上水道・工業用水・水力発電を目的とする、国土交通省直轄の多目的ダムである。当初は東吾妻町内の吾妻渓谷中央、鹿飛び橋のすぐ上流に建設予定であったが、文化庁との協議を経て600メートル上流、長野原町内の現在地へ移動した。
ダムの完成により、名勝「吾妻峡」の指定範囲の約4分の1が八ッ場あがつま湖（ダム湖）となった。
吾妻渓谷温泉郷
川中温泉・松ノ湯温泉・吾妻峡温泉（道の駅あがつま峡併設の日帰り温泉施設「吾妻峡温泉天狗の湯」）の総称。
川原湯温泉
渓谷南岸の温泉地。1月20日の湯かけ祭が知られる。八ッ場ダム建設に伴い、高台へと移転した。

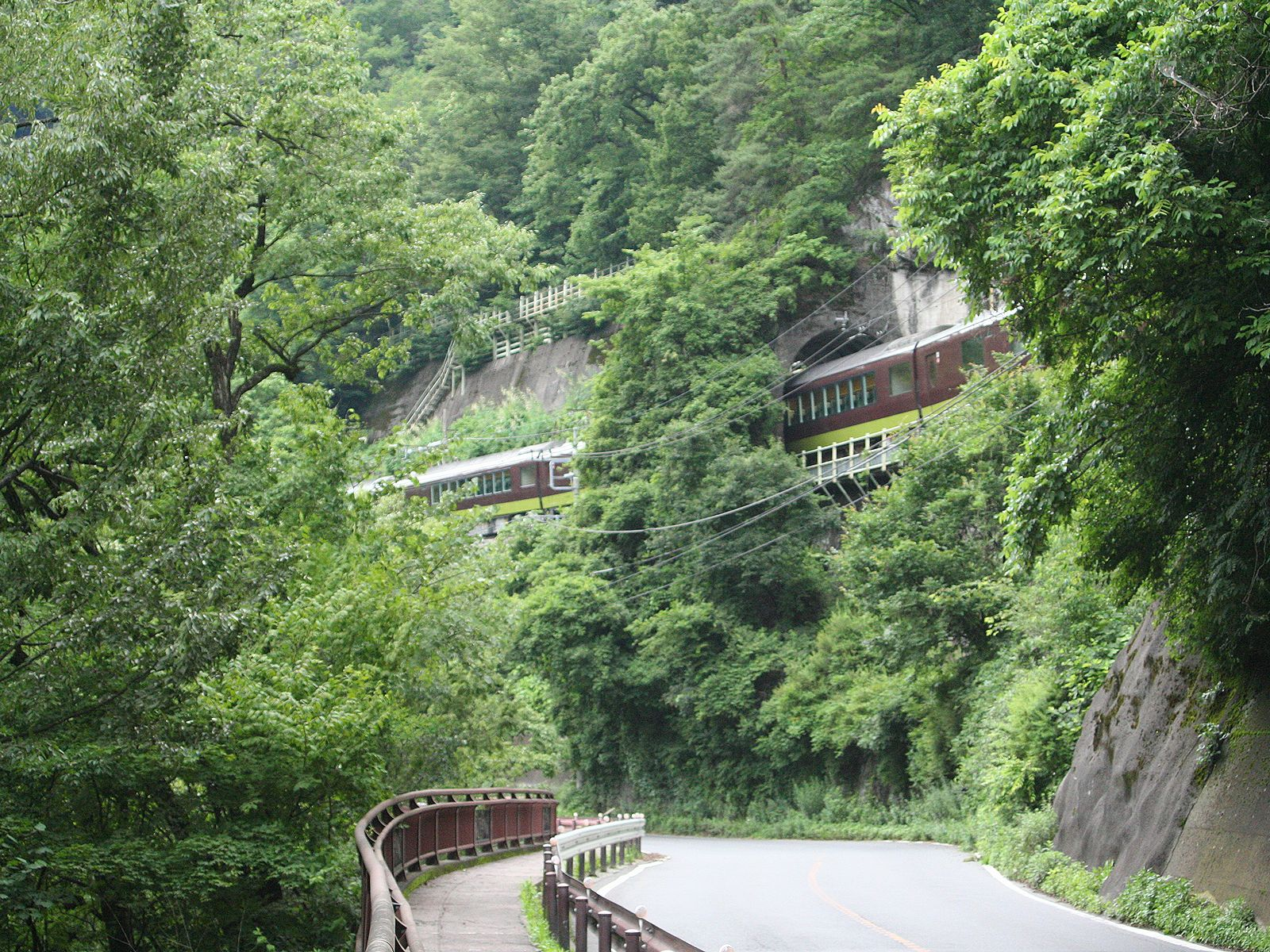
樽沢トンネル（2011年）
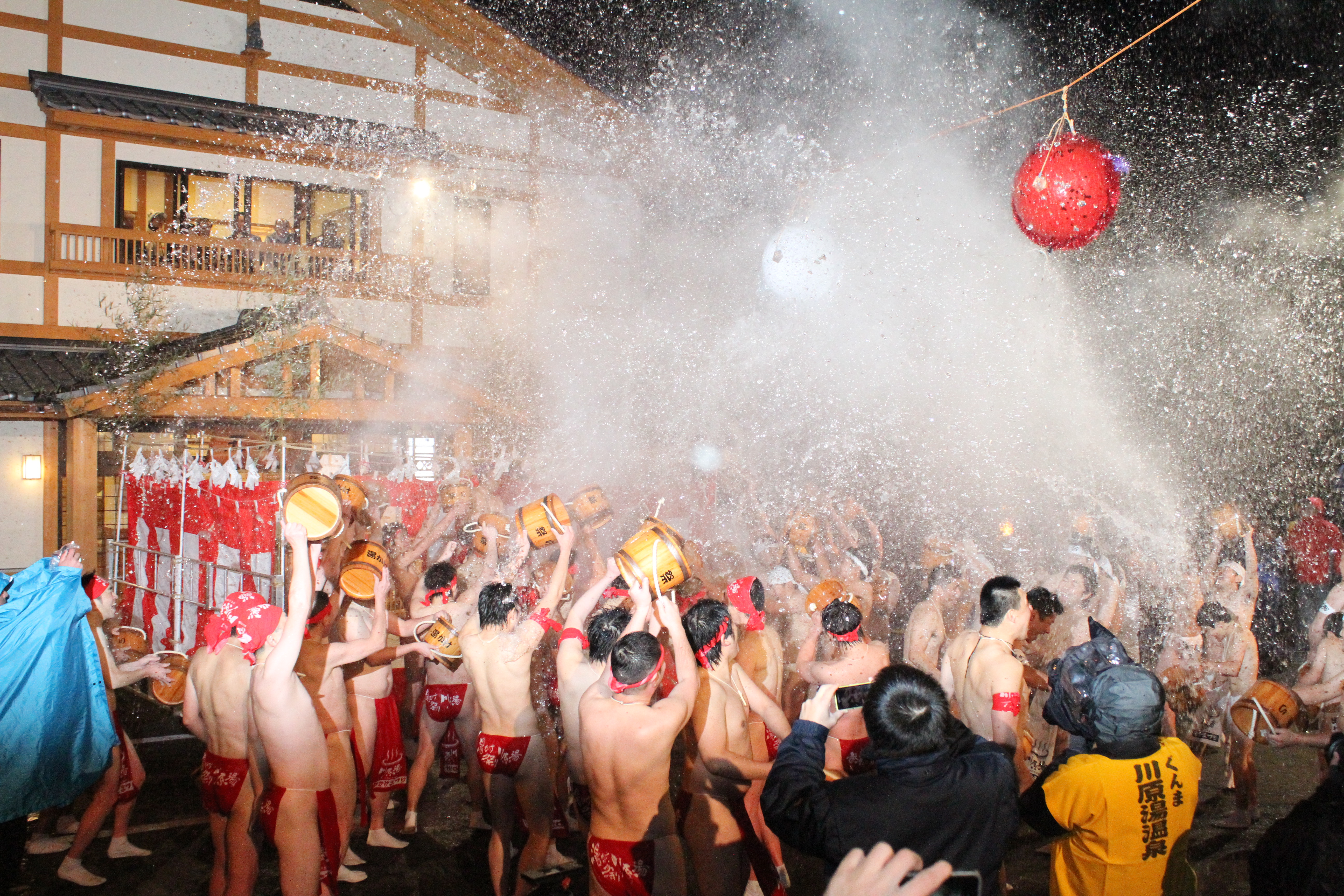
川原湯温泉・湯かけ祭（2015年1月）

## 転落事故

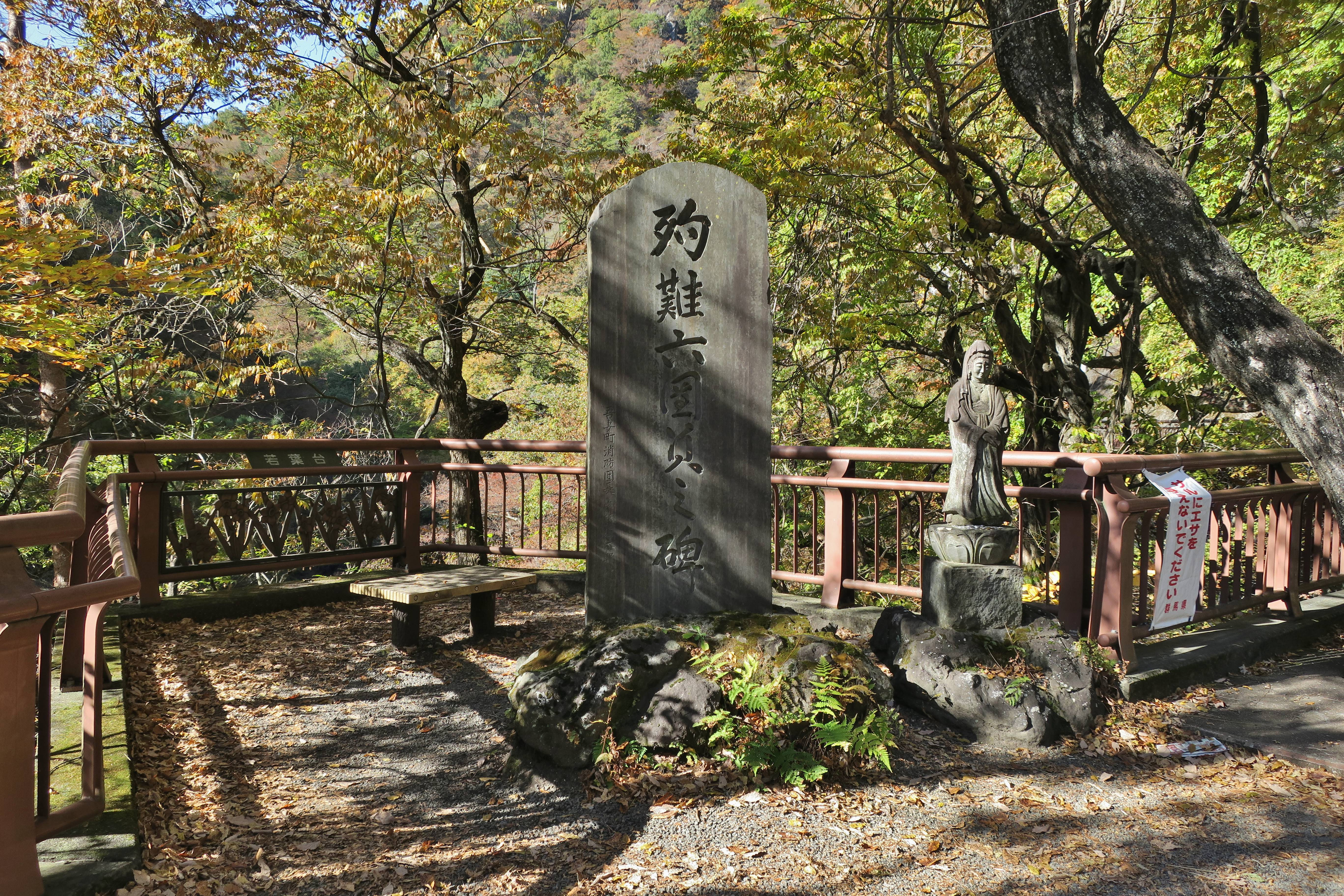
若葉台に建つ「殉難六團員之碑」

1962年3月7日、地元の消防団員16人が乗った消防車が渓谷に転落。6人が死亡するという惨事が起こった。消防団員は吾妻町内で花見を行い、二次会で川原湯温泉に行こうとしていた。このとき、運転していた団員が飲酒の上無免許だったこともあり、消防庁長官が「花見をして事故を起こすとは言語道断」と、全国の消防団に飲酒運転の禁止などを通達する騒ぎになった。さらに、この後、吾妻町長（当時）らは、死亡した団員らに労働災害を適用してもらおうと申請を行ったが、朝日新聞などが「花見で酒を飲んで死んだ者に労災を出すとは過保護ではないか」という論陣を張ったため混乱した。

## 交通アクセス

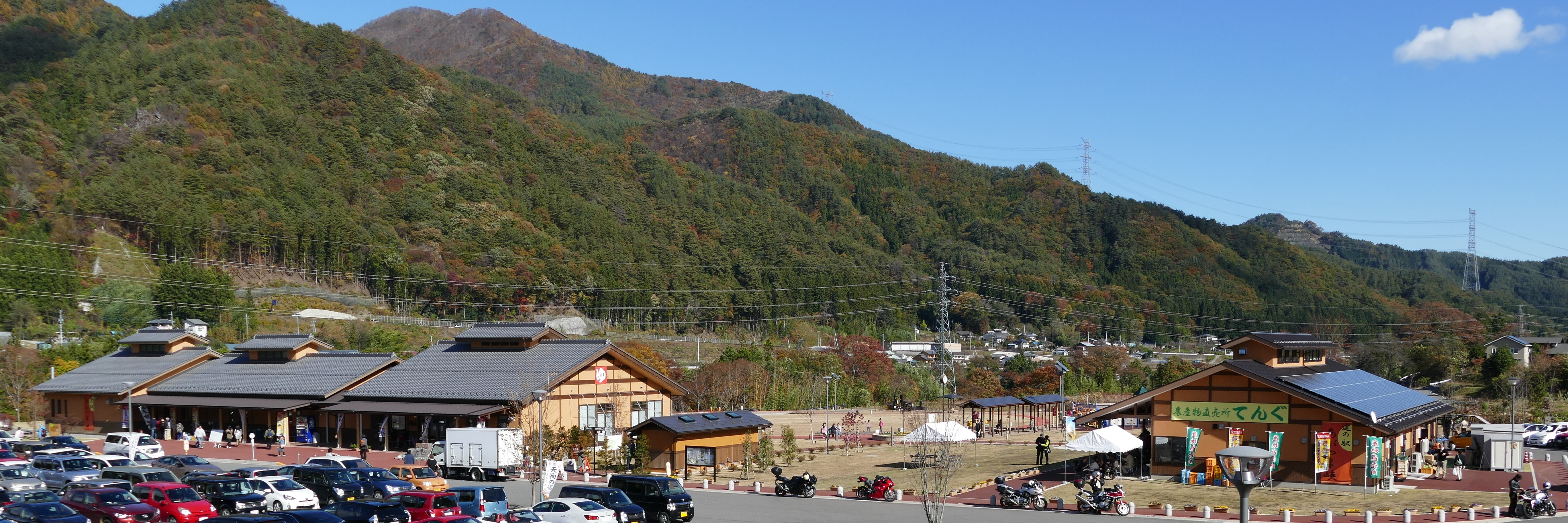
道の駅あがつま峡

公共交通機関
JR吾妻線・岩島駅から路線バスで10分、のち徒歩10分で鹿飛び橋に至る。

自家用自動車
関越自動車道・渋川伊香保インターチェンジもしくは沼田インターチェンジから自動車でそれぞれ40分で東吾妻町に至る。長野県上田市方面からは1時間40分である。最寄りの駐車場としては道の駅あがつま峡（普通車95台、大型車11台）のほか、吾妻峡橋付近の渓谷パーキング（普通車14台、大型車2台） 、猿橋付近の十二沢パーキング（普通車27台、大型車乗降のみ）がある。
左岸側の国道145号の旧道は吾妻峡橋から上流が一般車両通行止めとなっており、一般の観光客は徒歩にて併設されている遊歩道を散策する。右岸側のハイキングコースはさながら登山道であり、子供や高齢者連れ等で不安を感じる場合は、前述の旧国道沿いの遊歩道を利用することが推奨されている。

## ゆかりの人物
- 志賀重昂 - 明治から大正にかけての地理学者。吾妻渓谷を「関東の耶馬渓」と賞した[1]。
- 若山牧水 - 歌人。川原湯温泉訪問の際に吾妻渓谷の景色に感激し、「うずまける白渦見ゆれ落ち合へる落ち葉の山の荒岩の陰に」の歌を詠んだ[17][注 2]。牧水本人は開けた景色の九州耶馬渓と吾妻渓谷とは性質が異なるため、比較することには賛成できないと述べている[19]。

## 吾妻渓谷に関する作品
- 『吾妻峡』 - 川瀬巴水の版画（木版画）。1943年（昭和18年）の作品。東京国立近代美術館蔵[20]。
- 上毛かるた - 群馬県の郷土かるた。「耶馬渓しのぐ吾妻峡」の札がある[6]。